# Royal Scottish Geographical Society
Die Royal Scottish Geographical Society (RSGS) in Perth (Schottland) ist eine Gelehrtengesellschaft, die sich der Förderung von Forschung und Lehre und der Verbreitung von Wissen zur Geographie verschrieben hat.
Die RSGS wurde 1884 gegründet und hat rund 2.500 Mitglieder.

## Auszeichnungen
Die Royal Scottish Geographical Society vergibt zahlreiche Auszeichnungen und Preise, darunter die Scottish Geography Medal.

## Veröffentlichungen
Die Royal Scottish Geographical Society publiziert die Fachzeitschrift Scottish Geographical Journal.